# 董思安
董思安（？—949年），五代十国莆田（今福建省莆田市）人，闽国将领。
董思安身高九尺，勇冠一时。他和晋江人王忠顺友善。朱文进杀死王延羲，任用同党黃紹頗为泉州刺史。泉州散员指挥使留从效劝说董思安、王忠顺、张汉思，一起诛杀黄绍颇，投靠富沙王王延政。944年十一月，他们合谋杀死黄绍颇，用匣子装了黄绍颇的首级，遣派副兵马使陈洪进送给建州王延政。王延政任用本家侄子王继勋为侍中、泉州刺史，留从效、王忠顺、董思安、陈洪进都任为都指挥使。
945年二月，南唐军队攻打建州，王延政召董思安、王忠顺率领五千泉州兵赶赴建州，分守要害之地。八月，唐军围建州已久，建州城中人心涣散。有人对董思安说，要及早选择何去何从。董思安说：“我世代为王家之臣，危难之际背叛，天下谁能容我！”众人感佩，无一人背叛。八月二十四日，南唐攻克建州，王延政投降，王忠顺战死，董思安收拾残部投奔泉州。
946年十月，南唐漳州将领林赞尧作乱，杀死监军使周承义、剑州刺史陈诲。泉州刺史留从效驱逐林赞尧，派董思安代理主持漳州事务。南唐皇帝李璟命董思安为漳州刺史，董思安因父亲名“董章”而推辞，李璟于是改漳州为南州，命董思安和留从效率军合攻吴越占领的福州。十月二十三日，包围了福州城。949年，留从效的哥哥南州副使留从愿，毒死南州刺史董思安，泉州、漳州成为留从效的地盘。